# Nematus melanaspis
Nematus melanaspis – gatunek błonkówki z rodziny pilarzowatych.

## Zasięg występowania
Gatunek szeroko rozpowszechniony w Europie. Notowany w Austrii, Belgii, Bułgarii, Czechach, Danii, Estonii, Finlandii, we Francji, w Holandii, Irlandii, Niemczech, Polsce, Rumunii, na Słowacji, w Szwajcarii, Szwecji, na Węgrzech, Ukrainie, w Wielkiej Brytanii oraz we Włoszech.

## Budowa ciała
Gąsienice osiągają do 21 mm długości. Ubarwienie ciała od jasnozielonego po matowozielone, z pomarańczowym pierwszym segmentem tułowia. Wzdłuż grzbietu biegną trzy czarne prążki, zaś wzdłuż boków biegną dwa rzędy czarnych brodawek oraz trzeci tuż nad odnóżami; okolice odbytu czarne. Głowa czarna, świecąca.
Imago osiągają 6–8 mm długości. Ubarwienie ciała głównie białawożółte. Głowa brązowawa z ciemnymi plamkami z przodu, grzbiet i górna część odwłoku głównie czarne. Odnóża jasne, tylne nogi częściowo czarne. Czułki krótkie.

## Biologia i ekologia
Gatunek pospolity, związany z roślinami z rodzaju Topola, spotykany również na wierzbach i brzozach.
W ciągu roku występują dwie generacje. Imago pierwszego pokolenia spotyka się w maju i czerwcu, zaś drugiej w lipcu i sierpniu. Jaja składane są na spodniej stronie liścia, wzdłuż głównych żył. Gąsienice spotyka się od czerwca, drugie pokolenie kończy żerowanie jesienią. Żerują one gromadnie, szkieletyzując liście. Przepoczwarzenie następuje w ziemi, w brązowych kokonach.

## Znaczenie dla człowieka
Uznawany za szkodnika zieleni ozdobnej. W przypadku dużego wystąpienia mogą obniżać atrakcyjność wyglądu oraz żywotność rośliny.